# Sinhá Moreira
Luzia Rennó Moreira, mais conhecida como Sinhá Moreira (Santa Rita do Sapucaí, 1907 — Santa Rita do Sapucaí, 9 de março de 1963) é uma benemérita de Santa Rita do Sapucaí, importante cidade do sul de Minas Gerais. Morreu em decorrência de uma neoplasia mamária.
Filha do Coronel Francisco Moreira da Costa e de Dona Mindoca Rennó Moreira, Dona Sinhá como era chamada pelos capatazes e ex-escravos, nasceu Luzia Rennó Moreira e teve formação educacional e cultural esmerada com frequentes e longas viagens à Capital Federal. Casou-se em 1929 com o diplomata Antônio Moreira de Abreu obtendo a oportunidade de conhecer o mundo, fato raro para a época.
Em 1942 retorna definitivamente para Santa Rita do Sapucaí, onde desenvolveu sua vocação de articulação política. Sobrinha do Presidente Delfim Moreira, gostava de participar de reuniões políticas. Filantropia e incentivos à cultura e ao desenvolvimento eram seus objetivos. De suas viagens, trouxe o princípio da eletrônica, do Japão. Em 1959 fundou a primeira escola de eletrônica da América Latina, a Escola Técnica de Eletrônica Francisco Moreira da Costa, que foi a semente do Vale da Eletrônica.